# Ludvig 5. af Hessen-Darmstadt
Ludvig 5. (tysk: Ludwig 5.; 24. september 1577 – 27. juli 1626), også kendt som Ludvig den Trofaste, var landgreve af Hessen-Darmstadt fra 1596 til sin død i 1626. 
Han var søn af Landgreve Georg 1. af Hessen-Darmstadt og Magdalene af Lippe.